# Ctenicera fulvipes
Ctenicera fulvipes là một loài bọ cánh cứng trong họ Elateridae. Loài này được Bland miêu tả khoa học năm 1863.